# Johan Bogislaus von Schwerin
Johan Bogislaus von Schwerin, född 14 juni 1755, död 1 augusti 1823, var en svensk friherre och officer. Han var sonson till Philip Bogislaus von Schwerin.
von Schwerin tjänstgjorde som kammarpage 1779, varefter han utnämndes till kapten 1788 och ryttmästare 1790 samt fick avsked ur krigstjänst 1813. 1792 blev han kunglig vårdare av tältkammaren. von Schwerin invaldes som ledamot nummer 209 i Kungliga Musikaliska Akademien den 19 februari 1802.